# Dejan Tomašević
Dejan Tomašević (in serbo Дејан Томашевић?; Belgrado, 6 maggio 1973) è un ex cestista serbo.

## Carriera
Con la Jugoslavia ha disputato due edizioni dei Giochi olimpici (Atlanta 1996, Sydney 2000), due dei Campionati mondiali (1998, 2002) e quattro dei Campionati europei (1995, 1997, 1999, 2001).
Con la Serbia e Montenegro ha disputato i Giochi olimpici di Atene 2004 e i Campionati europei del 2005.

## Palmarès

### Squadra
- YUBA liga: 6

Stella Rossa Belgrado: 1992-93, 1993-94
Partizan Belgrado: 1995-96, 1996-97
Budućnost: 1999-2000, 2000-01
- Campionato spagnolo: 1

Saski Baskonia: 2001-02
- Campionato greco: 3

Panathinaikos: 2005-06, 2006-07, 2007-08
- Coppa di Jugoslavia: 2

Partizan Belgrado: 1999
Budućnost: 2001
- Copa del Rey: 1

Saski Baskonia: 2002
- Coppa di Grecia: 3

Panathinaikos:	2005-06, 2006-07, 2007-08
- ULEB Cup: 1

Valencia: 2002-03
- Eurolega: 1

Panathinaikos: 2006-07

### Individuale
- Euroleague MVP: 1

Budućnost: 2000-01
- All-Euroleague First Team: 2

Budućnost: 2000-01
Saski Baskonia: 2001-02
- MVP Coppa del Re: 1

Saski Baskonia: 2002
- MVP finals ULEB Cup: 1

Valencia: 2002-03